# Довер Тауншип (округ Йорк, Пенсільванія)
Довер Тауншип (англ. Dover Township) — селище (англ. township) в США, в окрузі Йорк штату Пенсільванія. Населення — 22 366 осіб (2020).

## Демографія
Згідно з переписом 2010 року, у селищі мешкало 21 078 осіб у 8359 домогосподарствах у складі 6113 родин. Було 8715 помешкань
Расовий склад населення:
| - 93,1 % — білих - 3,3 % — чорних або афроамериканців - 0,7 % — азіатів - 0,3 % — корінних американців - 1,0 % — осіб інших рас |

До двох чи більше рас належало 1,5 %. Частка іспаномовних становила 3,2 % від усіх жителів.
За віковим діапазоном населення розподілялося таким чином: 22,7 % — особи молодші 18 років, 62,5 % — особи у віці 18—64 років, 14,8 % — особи у віці 65 років та старші. Медіана віку мешканця становила 40,9 року. На 100 осіб жіночої статі у селищі припадало 96,6 чоловіків;  на 100 жінок у віці від 18 років та старших — 93,5 чоловіків також старших 18 років.
Середній дохід на одне домашнє господарство  становив 68 378 доларів США (медіана — 58 065), а середній дохід на одну сім'ю — 77 612 долари (медіана — 70 566). Медіана доходів становила 47 404 долари для чоловіків та 36 055 доларів для жінок. За межею бідності перебувало 7,7 % осіб, у тому числі 12,4 % дітей у віці до 18 років та 5,5 % осіб у віці 65 років та старших.
Цивільне працевлаштоване населення становило 11 413 осіб. Основні галузі зайнятості: освіта, охорона здоров'я та соціальна допомога — 21,1 %, виробництво — 19,3 %, роздрібна торгівля — 10,3 %, науковці, спеціалісти, менеджери — 8,9 %.